# 漢斯·哈爾多森
漢斯·索爾·荷杜臣（1984年4月27日—）是一位冰島足球員及導演。在場上的位置是守門員。他也代表冰島國家足球隊參賽。

## 國家隊生涯
漢斯於2016年代表冰島出戰2016年歐洲國家盃，他協助冰島以F組次名出線，更在16強賽事以2:1擊敗英格蘭，但冰島於8強賽事被東道主法國擊敗出局。

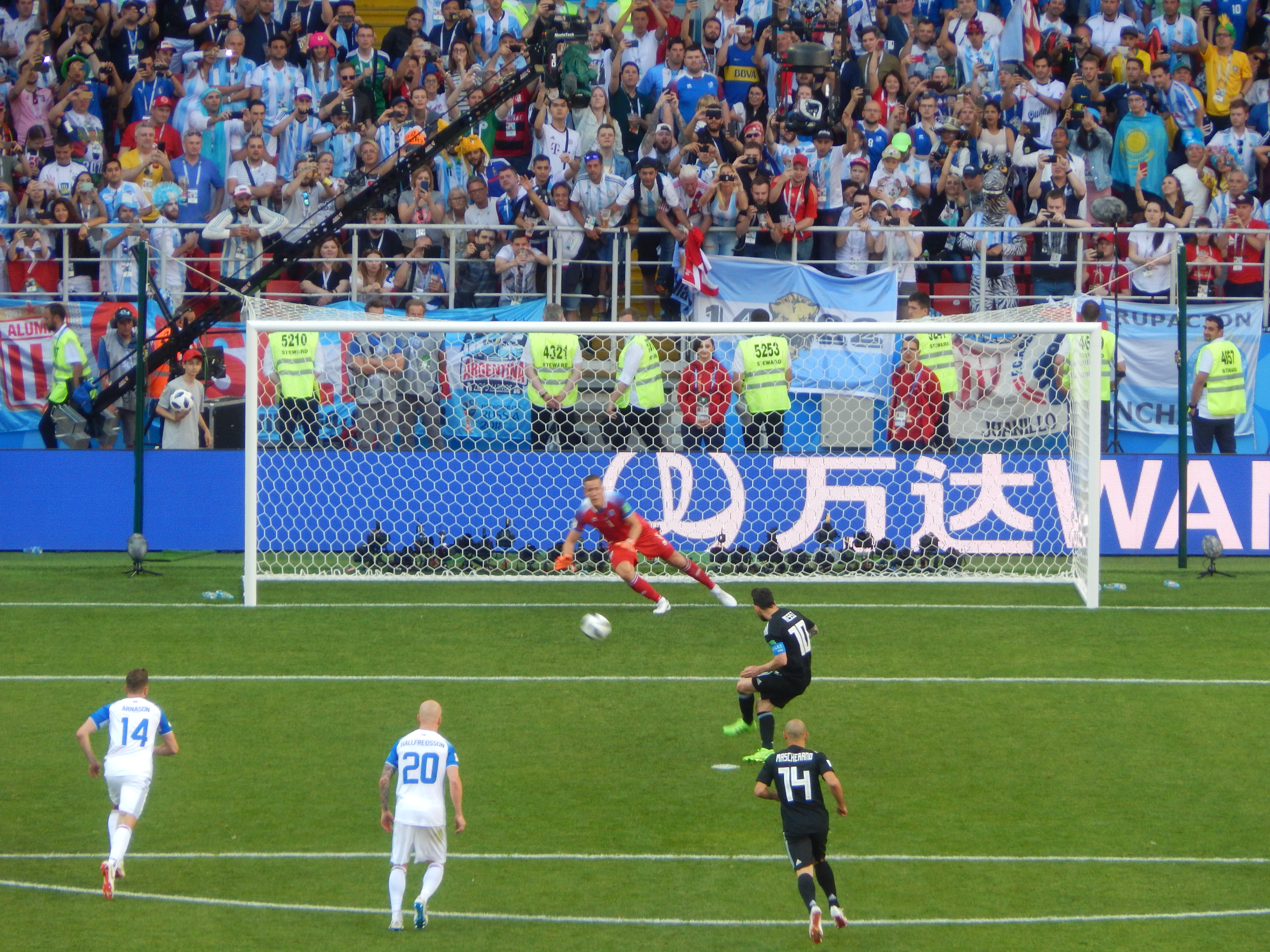
2018年世界盃D組賽事，漢斯救出美斯主射的十二碼

2016年歐洲國家盃後，漢斯也是令冰島取得2018年世界盃參賽資格的功臣，冰島被編入D組，第一場比賽迎戰阿根廷，漢斯救出梅西主射的十二碼，最後冰島以1:1和阿根廷握手言和。